# Las Labores, Mexiko
Las Labores är en ort i Mexiko.   Den ligger i kommunen Santiago Ixcuintla och delstaten Nayarit, i den centrala delen av landet, 700 km väster om huvudstaden Mexico City. Las Labores ligger 5 meter över havet och antalet invånare är 485.
Terrängen runt Las Labores är mycket platt. Havet är nära Las Labores åt sydväst.  Las Labores är det största samhället i trakten. 